# Luke Wilkshire
Luke Wilkshire (Wollongong, 2 de Outubro de 1981) é um jogador de futebol da Austrália. Atualmente joga no Sydney FC.

## Carreira
Wilkshire é meio-campista e frequentemente é convocado para jogar pela seleção australiana. Faz parte do elenco da seleção convocada para a Copa do Mundo de 2006.